# Huda Kattan
Huda Kattan (Oklahoma City, 2 de octubre de 1983) es una maquilladora, bloguera de belleza y empresaria norteamericana de procedencia iraquí, fundadora de la línea de cosméticos Huda Beauty.

## Biografía
Huda Kattan nació en Oklahoma, siendo una de cuatro hermanos. Sus padres son ambos de Irak. Kattan estudió en la Universidad de Michigan-Dearborn, donde se especializó en finanzas.
En 2006, se trasladó a Dubái con su padre donde éste ejercía de  profesor en el emirato. Unos años más tarde, Kattan se trasladó a Los Ángeles, donde estudió maquillaje. A continuación, Kattan regresó a Dubái, donde fue contratada por Revlon como maquilladora. En abril de 2010, siguiendo el consejo de una de sus hermanas, Kattan creó un blog de WordPress relacionado con la belleza al que llamó "Huda Beauty", en el que publicaba tutoriales y consejos de maquillaje.
En 2013, Kattan fundó una línea de cosméticos "Huda Beauty". Su primer producto, una serie de pestañas postizas, salió a la venta a través de Sephora. La marca Huda Beauty alcanzó el éxito con las ventas de las pestañas postizas, que famosamente lució Kim Kardashian.
La empresa de Huda, con sede en Dubái, comenzó más tarde a ofrecer otros productos de belleza, como paletas de sombras de ojos, barras de labios líquidas, perfiladores de labios, paletas de iluminadores, bases de maquillaje, correctores, polvos para hornear y sombras de ojos líquidas.
Kattan alcanzó la popularidad en Instagram, llegando a tener más de 47 millones de seguidores en 2020.
En 2018, Kattan comenzó a protagonizar su propia serie de telerrealidad original de Facebook Watch titulada Huda Boss,  junto a su familia.

## Reconocimientos
En el año 2023 fue elegida como una de las 100 mujeres más influyentes del mundo para la BBC. 

## Vida personal
En el instituto, Kattan conoció a su marido, Christopher Goncalo, de ascendencia colombiana. La pareja se mudó a Dubái en 2006, se casó en junio de 2009 y tuvo su primer hijo en 2011. Kattan es musulmana. Una de las hermanas de Kattan es su socia, Mona; mientras que otra hermana gestiona las redes sociales de Kattan, Alya.